# Eugeniusz Michalak
Eugeniusz Michalak (28 de outubro de 1908 — 22 de julho de 1988) foi um ex-ciclista polonês. Competiu em duas provas de estrada nos Jogos Olímpicos de Verão de 1928.